# Lake Elsinore
Lake Elsinore è una città degli Stati Uniti d'America, situata nel sud California, nella contea di Riverside.